# Pleopeltis heterocarpa
Pleopeltis heterocarpa là một loài thực vật có mạch trong họ Polypodiaceae. Loài này được (Blume) Bedd. miêu tả khoa học đầu tiên năm 1869.